# 日本のゲイ文化
日本のゲイ文化（にっぽん/にほんのゲイぶんか）とは、日本におけるゲイ（男性同性愛者）間の交流や文化をいう。海外では日本のゲイの創作作品は「Bara」（バラ）と呼ばれている。

## 概略
日本では奈良・平安時代には仏教寺院における僧と稚児の男色（稚児愛・少年愛）が既にあり、江戸時代には武士同士の男色は「衆道」と呼ばれて盛んだった。それ以降は和歌などで同性への思慕が読まれたり、僧と稚児、公家と稚児の男色を描いた絵巻や春画などもあった。江戸時代には若衆歌舞伎や男色を売る「陰間茶屋」が栄え、また男色を描いた小説も多く存在した。
戦後のゲイ文化は芸能やゲイバー、ゲイ雑誌などと共に発展した。1947年に「奇譚クラブ」に「僕の男妾の告白」などの同性愛作品が掲載されるなど、早くから同性愛文学は書かれ、1952年9月10日には三島由紀夫らが関わった会員制ゲイ雑誌「アドニス」が創刊された。1960年代はSM雑誌ながらゲイ専用ページが常設された「風俗奇譚」も創刊され、1950年-60年代にかけては「薔薇の葬列」などのゲイ映画が欧米のメジャーゲイ映画と同時期かそれより早期に公開された。1960年代半ば頃からは新宿二丁目（東京都新宿区）にゲイバーが増え始め、ゲイ・タウンが形成されていく。二丁目コミュニティーの一部では一種のゲイ文化ともいえるオネエ言葉などが使用された。
1970年代には「薔薇族」などの商業ゲイ雑誌の創刊ラッシュを迎え、1980年代にはゲイビデオや薔薇族映画も制作された。1970年-80年代はゲイディスコブームが起き、1989年以降はゲイナイトと呼ばれるクラブ文化(後述)が産声を上げ、その中で「ドラァグクイーン」や「GO GO BOYS」なども生まれた。ゲイ雑誌ではゲイ小説やゲイ漫画、ゲイヌードグラビアが掲載され、多くのゲイ作家が生まれた。ゲイファッション(後述)にはニチョカジやコテコテファッション、レザーが基調のハードゲイ・スタイルなどがある。
以下ではジャンル別にゲイ文化について記す。

## クラブカルチャー、ゲイディスコ

### 欧米での歴史
ニューヨークのゲイシーンから
生バンドの代わりにレコードを掛ける「ディスコ」が本格的な発展を遂げたのは1960年代以降のアメリカのニューヨークのゲイ・シーンであり、客層はゲイの黒人（アフリカ系アメリカ人）などマイノリティが主流であった。こうしたディスコはゲイ男性のための発展場としての役割とアンダーグランドな黒人音楽の発展の場としての二つの面を持っており、こうしたディスコとして有名なものにパラダイス・ガレージ、セイント、フラミンゴ、ギャラリーなどがあった。いずれもゲイの男性を対象としたメンバーズ・オンリーのディスコであり、ニューヨークでも特に進んだファッショナブルで流行に敏感なゲイの男性たちが集まっていて、流行の発信地でもあった。パラダイス・ガレージのメインDJとして活動していたのが、ラリー・レヴァンである。因みに1984年、パラダイス・ガレージと人気を二分したセイントでは、ゲイDJ・中村直が日本人として初めてレジデントとして迎えられた。
DJスタイルの確立
現在のクラブ音楽の基本的パターンである、DJがヒット曲ではなく自らの個性を発揮した選曲で独特の世界を作り上げて客を躍らせるというスタイル、二枚のレコードをミックスして継ぎ目なくレコードを演奏するスタイル、既にある曲をリミックスしてダンス向きにする手法、家で聞くためではなくクラブで掛けるためだけに製造される12インチのシングル盤といった形式などはこの時期に前記のラリー・レヴァンやエンジニアのウォルター・ギボンズ達によって確立された。やがてラリー・レヴァンやフランソワ・ケヴォーキアンなどの有名ディスコDJ達はレコードを発掘するにとどまらず、自らプロデューサーとして、ダンスのためだけに特化したレコードを多数リリースしたり、リミックスを手がけるようになる。ダンスフロアとダンサーの心理やツボを知り尽くした彼らは、それまでの音楽プロデューサーが思いもよらなかったような様々なテクニックやスタイルを導入した。
世界的なディスコブームへ
やがてゲイが社会的に認知されると社会の多方面に堂々と進出すると同時に、このディスコ音楽も表舞台へと登場し、ゲイ以外の一般のリスナーにも聞かれるようになる。1970年代にはアメリカのテレビ番組であるソウル・トレイン（Soul Train）が人気となった。また77年の映画「サタデイ・ナイト・フィーバー」の影響で、ディスコ・ブームが世界的に巻き起こり、大都市のみならず全米でディスコティックが増加した。ディスコには黒人やゲイをはじめとして、一般人が押し寄せるようになり、75年から79年ごろにはヒットチャートの上位を独占するようになる。当時人気のあったゲイ・ディスコ・ミュージシャンには、シルヴェスターやヴィレッジ・ピープルがいた。また、ドナ・サマー、ダイアナ・ロス、グロリア・ゲイナーらは、ゲイを中心とした聴衆から「ディスコ・クイーン」の地位にまつりあげられた。しかし粗製濫造された質の低いレコードや流行の一過、また中核を担ったゲイ音楽シーンがエイズにより壊滅的な被害を受けたことにより、ディスコ・クラブという形態は次第に姿を消す。ディスコブームの終焉の後には、ハウスを中心としたクラブ音楽へと変わっていった。
因みにこの頃を知る中村直は、「1980年代中頃から後半のニューヨークのゲイ・クラブシーンは、どんよりと暗かった。エイズが猛威を振るい、人々はバタバタと倒れ、先週フロアーで会ったダンス・メイトが、今週は入院して生死の間を彷徨っているとか、入退院を繰り返していた誰それが、とうとう亡くなったとか、エイズ渦に対する恐れと悲しみ、そして或る意味で諦めに満ちていた」と語っている。
日本にも流入
日本では、アメリカのゲイ・シーンの影響をどれだけ受けていたかは別として、1970年代頃からゲイディスコがオープンし始める。それより前の1960年代もダンススペースを設けたゲイバーがあった可能性はあるが、検証されていない。日本のゲイにとってもゲイディスコは踊りを楽しむだけではなく、出会いや発展の場でもあった。以下では日本におけるゲイディスコブームについて記す。

### 1970〜1980年代 -日本のゲイディスコブーム

#### 東京 ブラックボックスとMAKO
1966年には新宿二丁目（東京都新宿区）のゲイクラブ「NEW SAZAE」は既に開店しており、後にゲイディスコミュージックのスーパースター「ヴィレッジ・ピープル」や「クイーン」のフレディ・マーキュリーも来店した。

1976年に開店した美輪明宏の「クラブ巴里」、ゲイ雑誌薔薇族の「談話室 祭」が入った新宿五丁目靖国通り沿いの瀟洒な白いビル、Qフラットの地下には 「ブラックボックス」という1970年代としては最も進んだ異色のゲイディスコがあり、ゲイや外国人モデル、パンク風スタイルの若者が集まった。通常のディスコと異なり入場料は男性のほうが安価であった。この頃、伊勢丹裏の「ツバキハウス」（異性愛者中心）も全盛で、常連客は2つの店舗を往来していた。「ツバキハウス」では当時、歌舞伎町で最も有名だったニューハーフが開始したとされる「オネエウォーク」といわれる独特のダンスが誕生したといわれる。また上述のゲイDJ、中村直が1981年にDJデビューしたのもツバキハウスだった。
また新宿二丁目には「MAKO」や「ブギーボーイ」、雑誌などでよく取り上げられていた「フルハウス」もあった。MAKOは小規模ビルの3階に構える店舗だったが、若年層のゲイが多数集う店舗は当時は存在せず、満員電車並の混雑を見せ、入店できない客は階段や路上を彷徨ったりなどした。「MAKO」は後に隣のビルに移転してMAKO2となり、元の場所はゲイバーになったが、移転先のMAKO2は盛況だったが1985年5月、突然閉店した。二丁目のゲイディスコの運命は、皮肉なことに、異性愛女性客が増加すると客層のメインとなるゲイ男性客が離れ必ず廃業していった。

#### 大阪 ウォーム・ガンとクリストファー
大阪には堂山に1978年頃オープンした「パイプライン」があり、その前には大阪ゲイディスコの草分け的な「ウォーム・ガン」があった。1980年代頃は「クリストファー」というゲイディスコが有名で、当時の大阪のゲイの若者の多くは「クリストファー」でデビューした。

#### 名古屋
名古屋では、1983年頃から「ハーフボーイ」というバーで不定期にDJパーティーが開催されるようになり、これが名古屋ゲイナイトの走りになった。

#### 1980年代ゲイディスコの風景
この頃の新宿二丁目のゲイディスコを知る手がかりとして、比留間久夫が1984年頃に書き始めた小説「YES・YES・YES」がある。その中には「文化祭の模擬店のようなチャチな照明と安っぽい装飾でこしらえられた店で…平日の夜中だというのにたくさんの若い男の子がいた…ここは発展場というところなんだろう…皆、壁やカウンターに寄り掛かりながらも、また狭いダンスエリアでひび割れた鏡に自分を映し、何かに憑かれたように踊りながらも、その目は何かに焦がれるように間断なくあたりを徘徊している…」という趣旨のことが書かれている。
また、1985年に売専バー“K”で男娼をしていたストレートの男性は「2丁目の“S”という老舗ゲイディスコは…調度品といえば天井に小さいミラーボールがついているくらいなのだが、何といってもそこにいる人が凄かった。インディアンみたいな小太りのおっさんやトシちゃんみたいな美少年が踊り狂ってるわ、キリストみたいな外人がボーっとしてるわ、ミック・ジャガーに似た歯の抜けた店員らしき男がハイキックバリバリで踊り狂ってるわ、背の高いマッチョの店員が踊り狂ってるわ、外人のモデルっぽい男女がチチクリ合ってるわ、サラリーマンみたいのが寝てるわ、僕は酔っ払ってビックリしてるわ、で正しくタイやヒラメがヒラヒラしているような感じだった。ちょっとカッコよくいうと“S”は混沌としていた」と証言している。

### バブル期以降 -ゲイナイト-

#### 初のゲイナイト -ミロス・ガレージ-
このような小規模ゲイ・ディスコはそれまでもあったが、1989年に日本初の一般向けクラブでの「ゲイ・ナイト」が開かれる。ユキ・インターナショナル代表の加藤ユキヒロらがニューヨークのクラブカルチャーを吸収して持ち込んだもので、1989年の5月13日に花園神社裏の「ミロス・ガレージ」（現「CLUB WIRE」）で記念すべき第1回目が行われ、以後は毎週土曜日に、合計106回開催された。このパーティーはゲイだけではなく当時のハウスクラブ文化の草分けでもあった。

#### 東京 GOLD, 大阪 ゲネシス
1991年には1000人規模の大箱としては初のゲイナイト「THE PRIVATE PARTY」が芝浦「GOLD」で始まり、1995年7月まで毎週第1日曜日に開催された。開催日には二丁目から芝浦直行のバスが出るほどだった。因みにGOLDの設立にはNYから帰国後間もない中村直が参加していた。大阪でも1991年に大箱「ゲネシス」（心斎橋ビブレ）でゲイナイト「THE PRIVATE PARTY」が始まり、一年間毎月開催され大阪ゲイナイトの基礎になった。
ここまでの東京、大阪でのイベントはユキ・インターナショナルによるものだったが、この先はその他のオーガナイザーによる定期的な大箱系ゲイナイトが各所で開催されていく。因みに初期のゴールドなどのパーティーにはニューヨークからGOGO BOYが招かれることがあり、ドラァグクイーンショウもゴールドから一般化した。また、ゲイクラブカルチャーを一般社会向けに発信した日出郎の「燃えろバルセロナ」やオナペッツの「月影のナポリ」等のゲイソングは、ゲイ以外のストレート社会でもヒットし、ゲイナイトパワーが一般クラブ界でも認知され始めた。

#### 名古屋 King & Queen
名古屋でもクラブカルチャーは盛り上がり、92年に「BARアテネ」（現ATHENE女神）主催の「Super Boys Night」が3回まで行われた。その後オーバーワークプロダクジョンによって大規模ゲイナイトが催され、96年に名古屋「King & Queen」で行われたゲイナイトには500人以上を動員した。また The Metro Club というオーガナイザーは93年から毎月第2土曜にゲイ&レズビアンのクラブイベントを開催していた。LeG CaFeも毎月第2日曜にゲイ&レズビアンの茶会を開き、ねるとんパーティーなどが行われた。

#### ゲイナイトのスタンダードの確立
東京ではGOLDの他にも、西麻布「イエロー」、芝浦「オー・バー」、スポーツジム系野郎ノリを生んだ日比谷「ラジオシティ」、歌舞伎町「CODE」、同「LIQUIDROOM」などでも大箱ゲイナイトは開催され、2丁目界隈を超えて広がりをみせた。中でも日比谷「ラジオシティ」で1993年〜1997年1月までの3年半、毎月500人超を動員してきたゲイ・オンリーパーティー「MEET NEAT MEAT」（その後も不定期開催）は、「ハントショット・ゲーム」（ボーイハント）という出会いイベントをメインテーマに設定し、DJ木村コウの歌モノ・ハウスで構成され、その後の日本のゲイナイトのスタンダードを確立した。二丁目には伝説的なゲイナイト向け常設クラブ「Delight」が1994年にオープンした（1997年閉店）。その他、「GAMOS」、「Arty Farty」、「ZIP」などの2丁目のゲイバー/クラブでもゲイナイトは開催されていった。大阪では堂山「EXPLOSION」、西心斎橋「NEO」と「ItoI」、曾根崎新地「KARMA」などで行われた。1990年代後半頃までには東京、大阪だけではなく、札幌、仙台、名古屋、京都、博多などでも開かれていた。
ゲイナイトはそれまで比較的少人数だったゲイの集まりを、一気に数百〜千人単位の規模に押し上げた。

### 1990年代以降～現在
1989年以降の歴史を持ち、「リーマンナイト」「髭ナイト」「ジャニ系ナイト」「ガッちびナイト」「デブ専ナイト」など様々なゲイイベントが開かれてきたが、90年代後半頃からは一般向け大規模クラブでのパーティーと、小規模でテーマ性を重視したパーティーに二極化している。また、東京圏では月に数多く開かれているが、1990年代後半以降は全国規模で開催されるようになっている。東京では、国内のみならずアジア各国から毎回3千人を集めるモンスターパーティー「Shangri-La@ageHa」（通称アゲハ）が「ageHa＠studio coast」で開催されている。大阪ではClub Saza*Eにて「Gay Paradise」（通称ゲイパラ）が年4回程開催され、メンオンリーイベントとしては1000人を超える当時国内最多動員を誇るイベントとして定着したが、Club Saza*Eの閉鎖によりゲイパラは幕を下ろし、それと前後して誕生した「Zumanity」は現在も年1回開催されている。
一方、客足が減少傾向のゲイパーティーは、異性愛者の入店も認めるミックスパーティーを開くようになっている。だが、薔薇族2代目編集長竜超によれば、ゲイバーに来店する異性愛者の客に対しては、「女連れサラリーマンがキャバクラ感覚で騒いだり、馴れ馴れしくカラんできたりしてウザい」「男にまともに相手にされなさそうなイタい女が、泥酔しながらわがもの顔でのさばっていてムカつく」など、反感を持つ同性愛者も少なくない。

### 内容
内容は、踊りや出会いイベントが主で「ゲイ・ハント」とも呼ばれる。店内はお立ち台があるなどストレート向けクラブと変わらず、ドリンクと軽食などがつく。イベントの種類により、合間に「GOGO BOY」や「ドラァグクイーン」などのショーが行われることもある。出会いイベントでは入店すると番号の書かれたカードを首から下げ、タイプの男性の番号を投票用紙に書いて収集箱に投入し、マッチングが行われ、人気上位者も発表されたりする。個人間で連絡先を教え合うこともある。フライヤーが2丁目などに事前に配布され（現在はネット配信）、それを持参すると割引が適用される。参加費はイベントにもよるが3000~5000円が多い。

### 音楽的特徴
ハウスミュージックは元々、シカゴのゲイディスコ「ウェアハウス」発祥であるが、ゲイナイトならではの特色にはオネエハウス（オネハ）と呼ばれる、女性ボーカル（ディーバ）の歌が入っているアッパーなボーカルハウスが好まれることがある。

## ゲイ・ファッション
ゲイの服装は異性愛者より数年流行が早いとも言われている。
多くのゲイは異性愛者の男性と変わらない格好をしているが、より男性性を強調した男性らしい格好や、90年代にモード系といわれたようなコテコテファッション、敢えてスポーティーさ、或いはイモっぽさを演出した格好（ニチョカジ）をするゲイもいる。デフォルメされたものの中には「ドラァグクイーン」や「GOGO BOY」などクラブ文化などから生まれたものや、レザーが基調のハードゲイ・スタイルなどもある。
女装をするニューハーフや女装家もおり、女装も広義のゲイファッションの一部ともいえるが、女性ファッションである。また近年のニューハーフにはヘテロ女と変わらない自然な女装をする人もおり、女たちのファッションリーダーになっている人もいる。

## ゲイ映画・ドラマ
一般の映画で同性愛をテーマにした作品は、日本メジャー映画初のゲイフィルムと呼ばれる木下恵介監督の「惜春鳥」（1959年）、三島由紀夫原作「肉体の学校」（1965年、木下亮監督）、ピーター主演「薔薇の葬列」（1969年、松本俊夫監督）があり、数は少なかったものの欧米のメジャーゲイ映画と同時期か、それより早期に登場していた。
1990年代以降になるとゲイ映画が比較的多く制作され、橋口亮輔監督のようにゲイであることをカムアウトして映画を制作する人も登場した。1980年代にはイギリスのゲイ映画のアナザー・カントリーやモーリスもミニシアター系で上映され話題になった。1990年代以降は海外のゲイ映画も続々公開された。
ゲイ映画
- 惜春鳥（1959年、木下恵介監督）
- 肉体の学校（1965年、木下亮監督）
- 薔薇の葬列（1969年、ピーター主演、松本俊夫監督）
- らせんの素描（1991年、小島康史監督）
- おこげ（1992年、中島丈博監督）
- きらきらひかる（1992年、松岡錠司監督）
- 二十才の微熱（1993年、橋口亮輔監督）
- 眠らない街〜新宿鮫〜（1993年、滝田洋二郎監督、キャストの一部にゲイが登場）
- 渚のシンドバッド（1995年、橋口亮輔監督）
- 御法度（1999年、大島渚監督）
- 憚り天使（1999年、今泉浩一監督）
- ウォーターボーイズ（2001年、矢口史靖監督、キャストの一部にゲイが登場）
- ハッシュ!（2001年、橋口亮輔監督）
- メゾン・ド・ヒミコ（2005年、犬童一心監督）
- 初戀 Hatsu-Koi（2007年、今泉浩一監督）
- 劇場版 おっさんずラブ 〜LOVE or DEAD〜（2019年、瑠東東一郎監督）
- 劇場版「きのう何食べた?」（2021年、中江和仁監督）

ゲイドラマ
- 告白（1997年、日本テレビ系）
- ロマンス（1999年、読売テレビ系）
- おっさんずラブ（2016年、2018年、2019年、テレビ朝日系）
- きのう何食べた?（2019年、テレビ東京系）

など

## ゲイポルノ

### ゲイポルノ小説
ゲイ雑誌ではゲイポルノ小説（ホモ小説）が定番の一つで、多くのゲイ小説家を輩出した。ゲイ雑誌「さぶ」では林月光のイラストや小説、なかたあきらや沢井新一らの小説が人気を博した。

### ゲイ漫画・ゲイ雑誌・写真・ゲーム
ゲイ雑誌ではゲイ漫画やゲイヌードグラビアが掲載され、日本においては1990年代以降で『Badi』、『G-men』に代表されるゲイ雑誌が発刊され、田亀源五郎、山川純一、木村べん、麻生寛ら多くの著名なゲイ漫画家やイラストレーターらを生み出した。海外ではアメリカの場合、黒人男性（アフリカ系アメリカ人）を撮影し続けたゲイ写真家ロバート・メイプルソープが有名である。
メサイヤ制作のコンシューマーゲーム『超兄貴』シリーズに登場するキャラクター「アドン」「サムソン」「バラン（同社制作ラングリッサーⅣで登場）」の名称は、国内で販売されているゲイ雑誌から引用されていると思われる。
またいわゆるゲイ対象ではないが、あくまで女性の異性愛者を読書対象にする「ボーイズラブ」（BL）や「やおい」といった男性同性愛を題材にしたジャンルが漫画やアニメに存在し、一部の有名作品などは映画やテレビドラマなどで実写化もされている。ただ、これらについてはあくまでほぼ女性の視点で描かれているのが大半であり、男性異性愛者を消費者対象にしたいわゆるレズビアン（女性同性愛）を描写する成人向け雑誌・漫画・アニメ、アダルトビデオ（AV）などのポルノ作品を必ずしもレズビアン当事者の全てが好むわけではないのと同様に、ゲイ当事者全ての指向に沿っているとは限らないということがいえる。

### ゲイポルノ映画
1982年に日本初のゲイ・ポルノ映画が公開された。

## テレビとゲイ文化、そしてオネエ・タレント
日本では1950年代に美輪明宏がスターになっており、その後も1960年代末にデビューしたカルーセル麻紀とピーターが続いた。吉野のママこと吉野寿雄も、高倉健が主演した網走番外地 (東映)シリーズに度々脇役出演していた。1970年代末にはお茶の間の情報番組におすぎとピーコが登場し、1980年代には日出郎、朝川ひかる等のニューハーフタレントのブームの台頭、1990年代初頭には美川憲一が再ブレイクした。
その後、2000年代のKABA.ちゃんや2010年代以降のマツコ・デラックス、ミッツ・マングローブなど、テレビタレントとしてバラエティ番組などにおいて自らを「女装家」と称し、自身の性的指向が男性であることを公言する芸能人も数多く登場してきた。
彼らは音楽や演劇などの芸能、ファッションや化粧品の分野など多方面で活躍している。ゲイの社会的認知を向上させたという功績がある一方、いわゆる「オネエキャラ」の人間がゲイを代表するかのようなイメージに抵抗感を示すゲイも多い。
1980年代頃まではマスメディアに登場するのは女装系のゲイが殆どで、女装しないゲイはおすぎとピーコくらいしかいなかった。兄弟関係にある彼らは非女装ゲイの中でもいわゆる「特にオネエ度が高いゲイ」であり、女装をせず、しかも男性としてのアイデンティティを持ちながら同性である男性を愛する非オネエのゲイは日本社会で可視化されていなかった。それが、1990年代頃からテレビドラマ「同窓会」を始め、メディアでゲイブームが起きて、2019年放送のテレビドラマ「きのう何食べた?」（よしながふみ原作同名漫画の実写作品）など、ゲイの中でもマジョリティーである男性的なゲイも少しずつではあるが取り上げられるようになってきている。